# Centre national du cinéma et de l’image

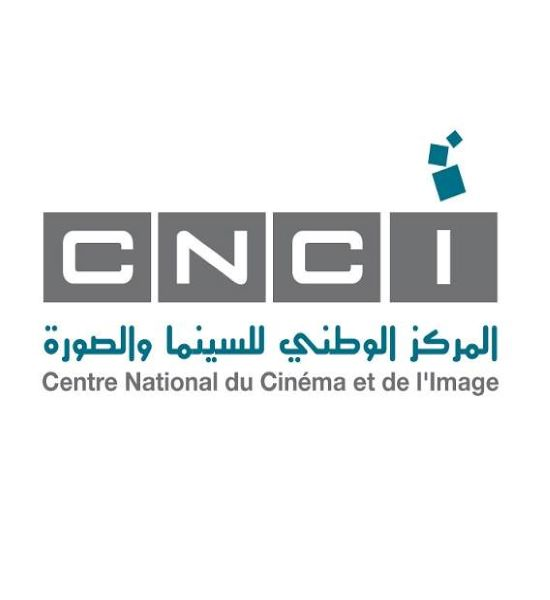
Offizielles Logo des CNCI

Das Centre national du cinéma et de l’image (CNCI; arabisch المركز الوطني للسينما والصورة, DMG al-Markaz al-Waṭanī li-s-Sīnamā wa-ṣ-Ṣūra) Tunesiens ist eine öffentliche Einrichtung mit eigener Rechtspersönlichkeit und finanzieller Autonomie. Es untersteht der Aufsicht des Kulturministeriums. Seine Aufgaben liegen in erster Linie im Bereich der Filmförderung, es nimmt darüber hinaus jedoch weitere Aufgaben wahr.

## Gründung
Das CNCI wurde im September 2011 gegründet.
Der Gründung des CNCI ging eine jahrelange Forderung tunesischer Filmemacher voraus den Sektor zu reformieren. Sie sahen darin nun eine Errungenschaft der Revolution vom 14. Januar 2011.

## Aufgaben
Dem CNCI wurden durch das Gründungsdekret folgende Aufgaben übertragen:
- Ausarbeitung und Umsetzung der öffentlichen Politik in diesem Bereich mit dem Ziel, ihn zu einer echten Industrie zu machen
- Beitrag zur – insbesondere finanziellen – Unterstützung von Kreation, Produktion und Vertrieb sicherzustellen
- Förderung der Vielfalt der tunesischen Ausdrucksformen im audiovisuellen Bereich im Allgemeinen und im Multimediabereich
- Hervorhebung der Fähigkeit dieser kulturellen Praxis, sich in die Moderne einzufügen
- Schutz des Bestands der Cinémathèque Tunisienne, insbesondere durch Digitalisierung und Indexierung

Zu den grundlegenden Aufgaben des CNCI gehört es auch, Programme, Reformprojekte und andere Maßnahmen zu konzipieren und vorzuschlagen, die geeignet sind, den audiovisuellen Sektor weiterzuentwickeln, neue Formen der Produktionsfinanzierung zu entwickeln sowie ein öffentliches Register einzurichten, das dazu beitragen soll, die Publizität und den Schutz der Rechte an den Werken tunesischer Kunstschaffender zu gewährleisten. Es ist weiter dafür verantwortlich Förderprogramme und sonstige Hilfen für das kreative Schaffen, die Entwicklung der Filmindustrie und des audiovisuellen Sektors sowie die Förderung der Filmkultur festzulegen und zu verwalten. Die Aufgabe des CNCI sorgt auch dafür, dass Filmschaffende und andere Fachleute an den verschiedenen Entscheidungen, die den audiovisuellen Sektor betreffen, eingebunden werden. Weiter beobachtet das CNCI die Entwicklung der Berufe und Aktivitäten im Bereich Film und anderer visueller Künste und Industrien in der ganzen Welt.
In weitere Zuständigkeiten des CNCI fallen auch die Entwicklung von Ausbildungsprogrammen, die Kontrolle von Einnahmen aus der Verwertung von Filmwerken und audiovisuellen Werken, die von Kinobetreibern und anderen Verlegern und Verbreitern von Videogrammen erzielt werden. Weiter fallen die Erteilung von Berufsausweisen und anderen Zulassungen für Filmberufe, die Erteilung von Drehgenehmigungen und Auswertungsvisa für Filme, die Sammlung, Erhaltung, Restaurierung und Aufwertung des filmischen, audiovisuellen und multimedialen Erbes in Zusammenarbeit und Koordination mit den betroffenen Strukturen in ihren Bereich. Die Organisation aller Veranstaltungen, die zur Förderung tunesischer Film-, audiovisueller und Multimedia-Produktionen beitragen sollen liegt ebenfalls in Zusammenarbeit mit anderen Parteien in der Hand des CNCI. Außerdem soll es Kooperations- und Partnerschaftsbeziehungen mit nationalen und internationalen Institutionen aufbauen, die in den Bereichen Film und audiovisuelle Medien tätig sind.